# Nescus
Nescus település Franciaországban, Ariège megyében. Lakosainak száma 58 fő (2022. január 1.). Nescus Alzen, La Bastide-de-Sérou és Larbont községekkel határos.

## Népesség
A település népességének változása:
| Lakosok száma | 41   | 38   | 40   | 68   | 63   | 60   | 62   | 62   | 63   | 58   |
|               | 1968 | 1982 | 1990 | 2006 | 2013 | 2015 | 2017 | 2019 | 2020 | 2022 |